# Tillandsia linearis
Tillandsia linearis är en gräsväxtart som beskrevs av Vell. Tillandsia linearis ingår i släktet Tillandsia och familjen Bromeliaceae. Inga underarter finns listade i Catalogue of Life.

## Bildgalleri

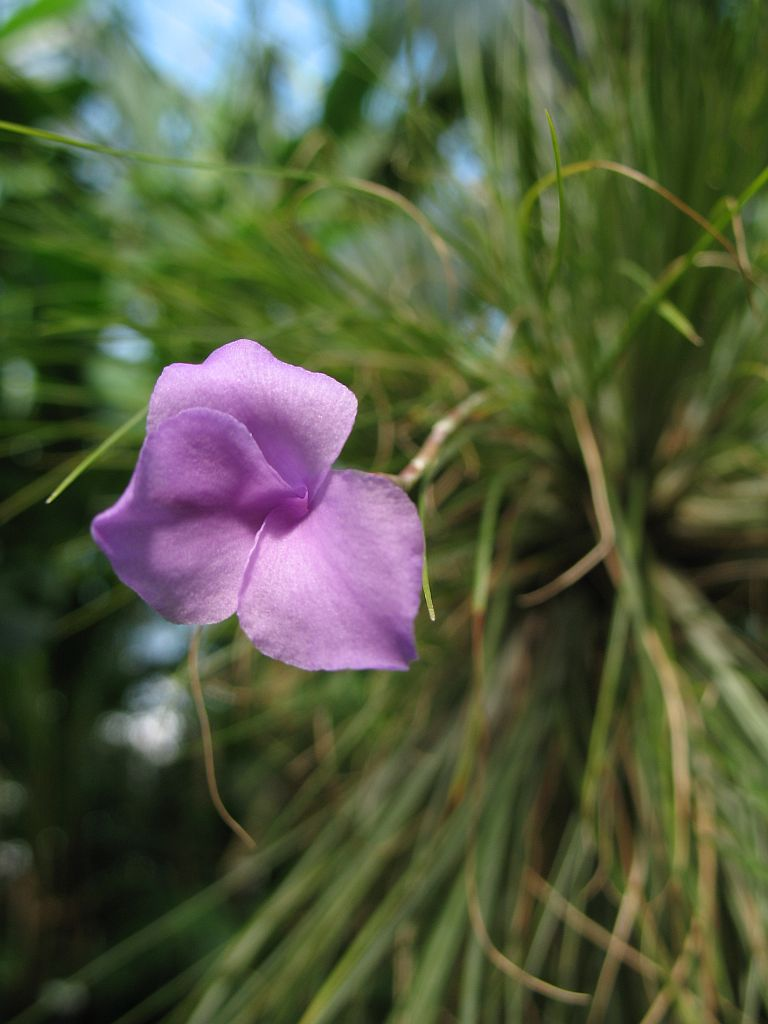
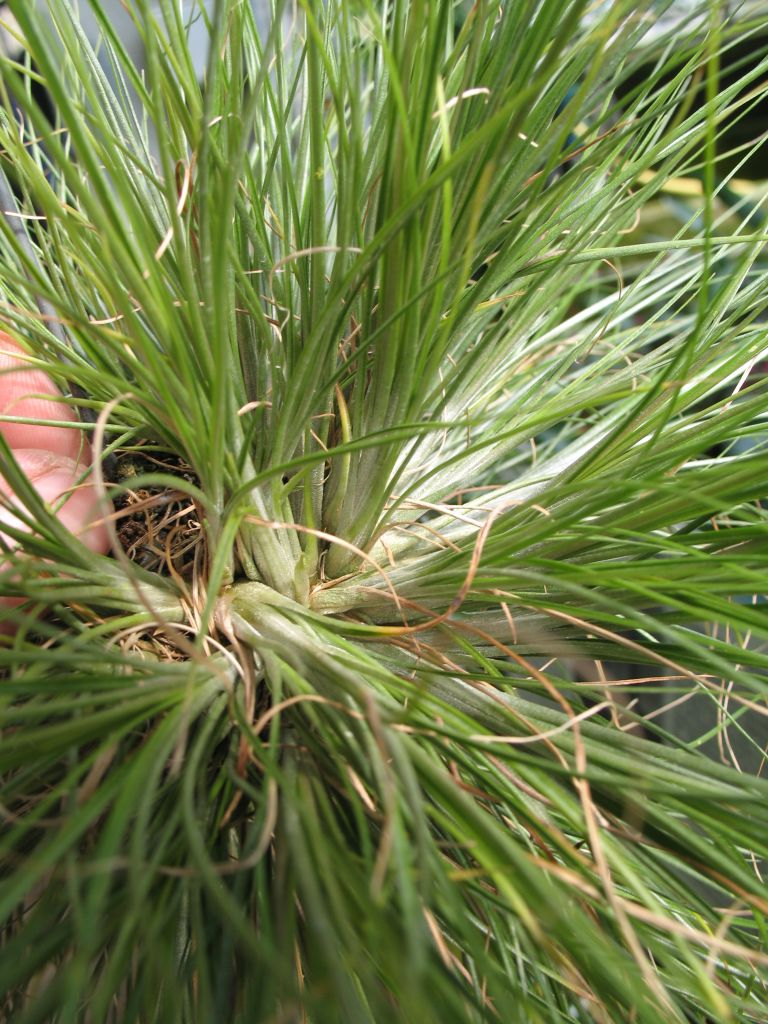
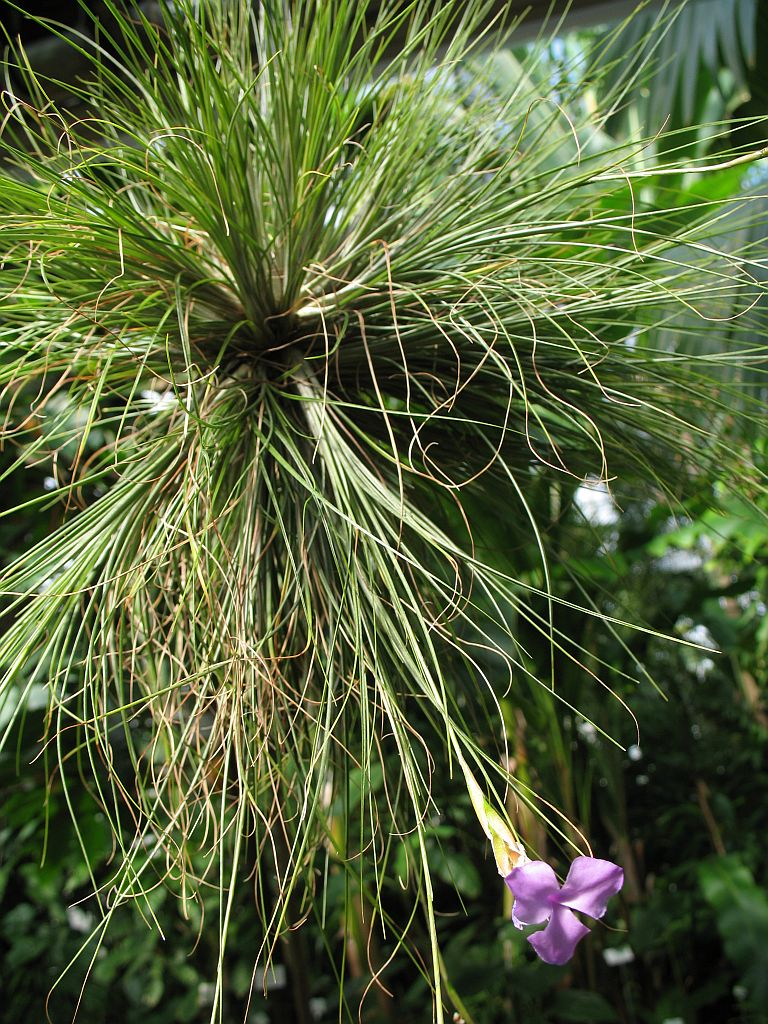